# Ursula Benad
Ursula Benad ist eine ehemalige deutsche Handballspielerin.
Ab 1987 gehörte die Rückraumspielerin dem TuS Alstertal an. Sie bestritt Jugend- und Juniorenländerspiele für die Bundesrepublik Deutschland. 1989 führte die Linkshänderin die Hamburgerinnen als Spielführerin zum Aufstieg in die Bundesliga. 1990 musste man wieder aus der höchsten deutschen Spielklasse absteigen. Sie spielte bis 1992 mit Alstertal in der 2. Bundesliga und hörte dann mit dem Handball auf.
Benad, die Sport, Biologie und Pädagogik studierte, war später beim Hamburger SV tätig, betreute auch die HSV-Damen als Managerin.